# Fox Stevenson
Stanley Stevenson Byrne, známější jako Fox Stevenson (dříve Stan SB) je zpěvák a producent elektronické hudby. Stevensonův zájem o produkci elektronické hudby začal počátkem roku 2000, kdy vydal své první vydání na webu Newgrounds. Bylo mu 15–16 let, když vytvořil svou první vokální stopu. Později se proslavil prostřednictvím hudební komunity Liquicity založené na YouTube, kde se objevila „Cloudhead“, jedna z jeho prvních skladeb jako Stan SB.

## Kariéra
Stanleyho zájem o elektronickou muziku začal na začátku druhého tisíciletí, svůj první track zveřejnil na webu Newgrounds. V šestnácti nazpíval svou první píseň.
Později na YouTube kanál Liquicity pod pseudonymem Stan SB, nahrál song Cloudhead

## Žánry
Pod pseudonymem Stan SB - Drum'n'Bass a pod pseudonymem Fox Stevenson - Dubstep a Drum'n'Bass, ale je znám experimentováním s mnoha žánry (Throwdown - Drum'n'Bass x Trap)

## Diskografie

### Stan SB

#### EPs
- Anyone Out There (Subsphere Records, 2013)

#### Remixy
- Feint - "Horizons (Stan SB Remix)" (Subsphere Records, 2012)
- 3OH!3 - "Back To Life (Stan SB Remix)" (Warner Music Group, 2013)

#### Kompilace
- Galaxy of Dreams (Liquicity Records, 2013)

### Extended plays
| Název                   | Detaily                                                                                     |
| ----------------------- | ------------------------------------------------------------------------------------------- |
| Endless                 | - Datum Vydání: 15. října 2013 - Label: Firepower Records - Formát: Digitální ke stažení    |
| Turn It Up              | - Datum Vydání: 25. března 2014 - Label: Cloudhead Records - Formát: Digitální ke stažení   |
| All This Time           | - Datum Vydání: 26. května 2014 - Label: Cloudhead Records - Formát: Digitální ke stažení   |
| Throwdown               | - Datum Vydání: 15. července 2014 - Label: Firepower Records - Formát: Digitální ke stažení |
| Free Stuff              | - Datum Vydání: 21. září 2015 - Formát: Digitální ke stažení                                |
| No Fox Given            | - Datum Vydání: 18. dubna 2016 - Label: Disciple Recordings - Formát: Digitální ke stažení  |
| Seoul Remix             | - Datum Vydání: 31. května 2017 - Label: Cloudhead Records - Formát: Digitální ke stažení   |
| For Fox Sake            | - Datum Vydání: 27. října 2017 - Label: Disciple Recordings - Formát: Digitální ke stažení  |
| Take You Down / Melange | - Datum Vydání: 12. března 2018 - Label: Liquicity Records - Formát: Digitální ke stažení   |
| Glue Gun / Never Before | - Datum vydání: 21. května 2018 - Label: Liquicity Records - Formát: Digitální ke stažení   |

### Singly
| Rok  | Název                            | Umístění na žebříčku | Umístění na žebříčku |
| Rok  | Název                            | NED                  | BEL                  |
| ---- | -------------------------------- | -------------------- | -------------------- |
| 2013 | "Sandblast"                      | —                    | —                    |
| 2014 | "Tico"                           | —                    | —                    |
| 2014 | "Sweets (Soda Pop)"              | 16                   | 28                   |
| 2014 | "Sandblast" (VIP)                | —                    | —                    |
| 2015 | "Hoohah" (with Curbi)            | —                    | —                    |
| 2015 | "Comeback"                       | —                    | —                    |
| 2016 | "Rocket"                         | —                    | —                    |
| 2016 | "Flash"                          | —                    | —                    |
| 2016 | "Hoohah (VIP Edit)" (with Curbi) | —                    | —                    |
| 2017 | "Chatterbox" (with Mesto)        | —                    | —                    |
| 2017 | "Knowhow"                        | —                    | —                    |
| 2017 | "Funky Uncle"                    | —                    | —                    |
| 2017 | "Arigatou"                       | —                    | —                    |
| 2017 | "Lighthouse" (with Ookay)        | —                    | —                    |
| 2018 | "Bulgogi"                        | —                    | —                    |
| 2018 | "Something"                      | —                    | —                    |
| 2018 | "Out on My Own"                  | —                    | —                    |
| 2018 | "Peace of Mind"                  | —                    | —                    |
| 2018 | "Bruises"                        | —                    | —                    |
| 2019 | "Out My Head"                    | —                    | —                    |
| 2019 | "Out My Head (145 Remix)"        | —                    | —                    |
| 2019 | "Go Like"                        | —                    | —                    |
| 2019 | "Go Like (D&B Mix)"              | —                    | —                    |
| 2019 | "Okay"                           | —                    | —                    |
| 2019 | "Killjoy"                        | —                    | —                    |
| 2019 | "Cavalier"                       | —                    | —                    |
| 2019 | "Hold Steady"                    | —                    | —                    |
| 2019 | "Dreamland"                      | —                    | —                    |
| 2019 | "Perfect Lie"                    | —                    | —                    |
| 2019 | "Headlights"                     | —                    | —                    |
| 2020 | "Like That"                      | —                    | —                    |
| 2020 | "Lava"                           | —                    | —                    |
| 2020 | "Don't Care Crown"               | —                    | —                    |
| 2020 | "New Amsterdam"                  | —                    | —                    |
| 2020 | "Just Don't Mind"                | —                    | —                    |
| 2020 | "All Eyes on Me"                 | —                    | —                    |
| 2021 | "Ether"                          |                      |                      |
|      |                                  |                      |                      |